# Bourlamaque
Pour les articles homonymes, voir Bourlamaque (homonymie).
 (décembre 2021).
Si vous disposez d'ouvrages ou d'articles de référence ou si vous connaissez des sites web de qualité traitant du thème abordé ici, merci de compléter l'article en donnant les références utiles à sa vérifiabilité et en les liant à la section « Notes et références ».

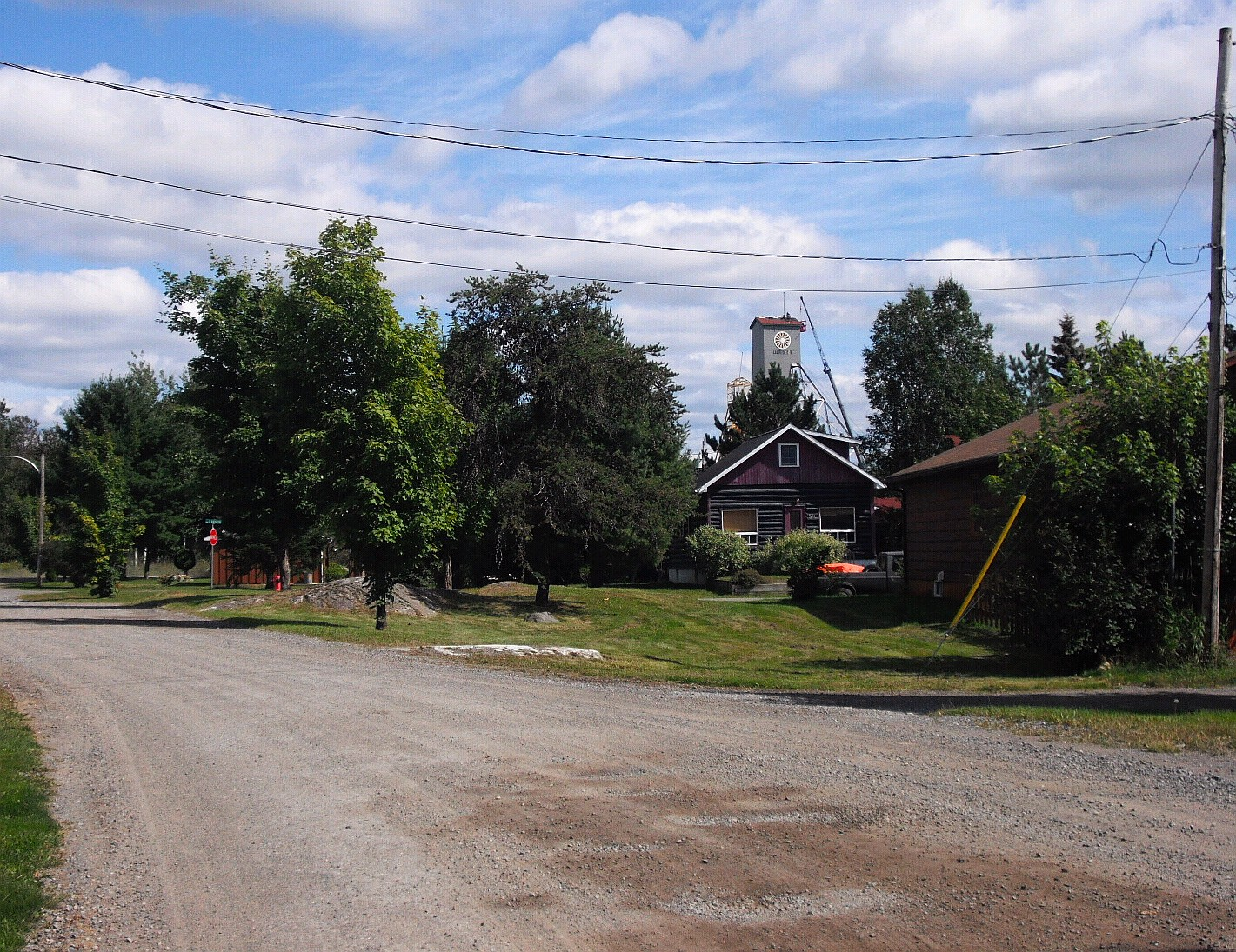
Ancien village minier de Bourlamaque

Bourlamaque nommé d'après François Charles de Bourlamaque  est un secteur de la ville de Val-d'Or au Québec, dans la municipalité régionale de comté de La Vallée-de-l'Or de la région administrative de l'Abitibi-Témiscamingue.
Bourlamaque est fondée le 20 avril 1934 à l'initiative de la Lamaque Gold Mines Limited, qui en assurera la planification et la réalisation, avec l'intention d'y loger ses employés de la mine Lamaque. Les municipalités de Val-d'Or, Bourlamaque et Lac-Lemoine fusionnent en 1968.
En 1979, le ministère des Affaires culturelles du Québec attribue au coron de Bourlamaque le statut de site historique classé, sous le nom de Village minier de Bourlamaque.